# Wągrodno (województwo zachodniopomorskie)
Wągrodno – osada w Polsce położona w województwie zachodniopomorskim, w powiecie szczecineckim, w gminie Szczecinek.
Zobacz też: Wągrodno.